# Hexenlager

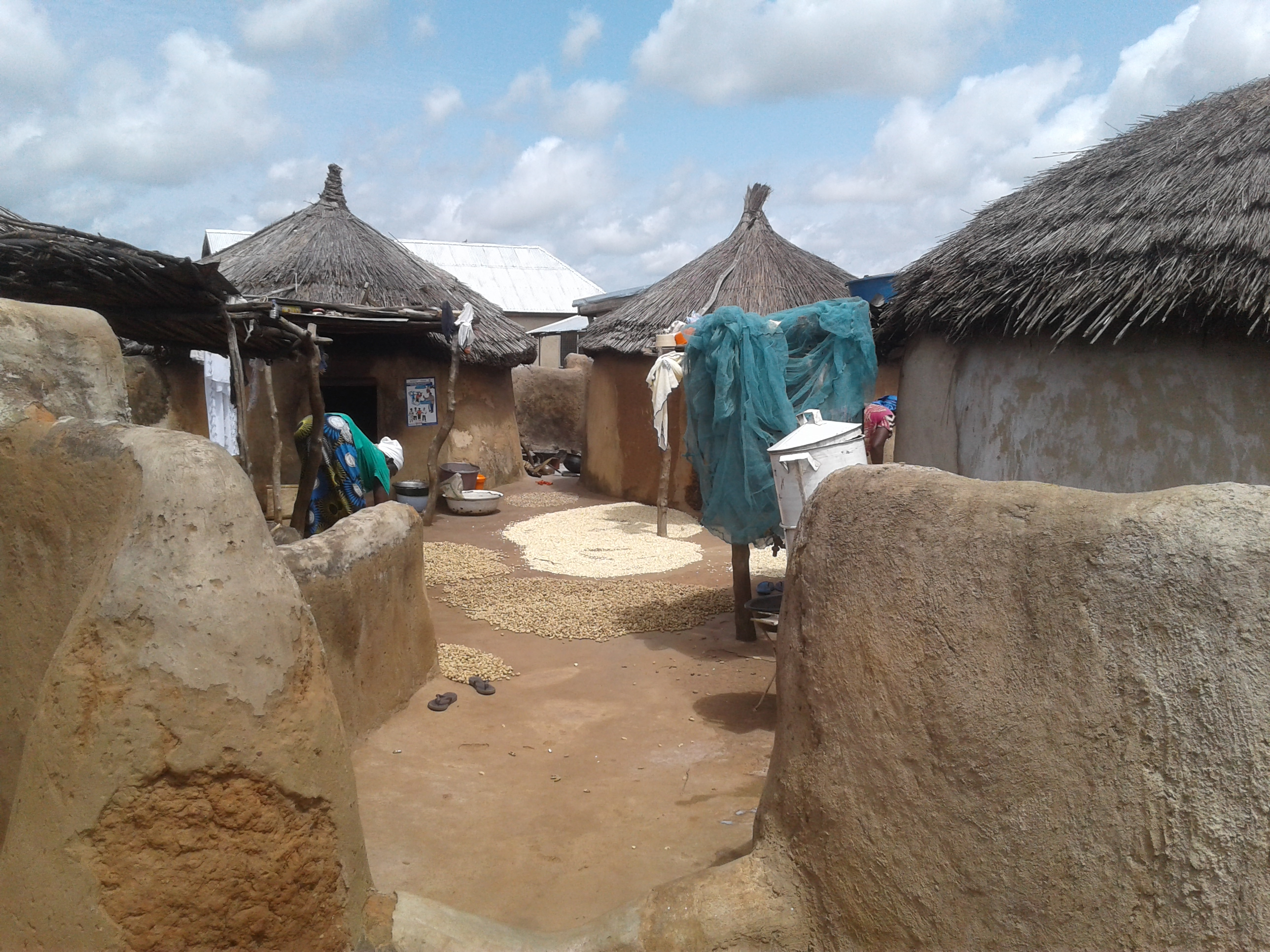
Hexenlager in Nalerigu

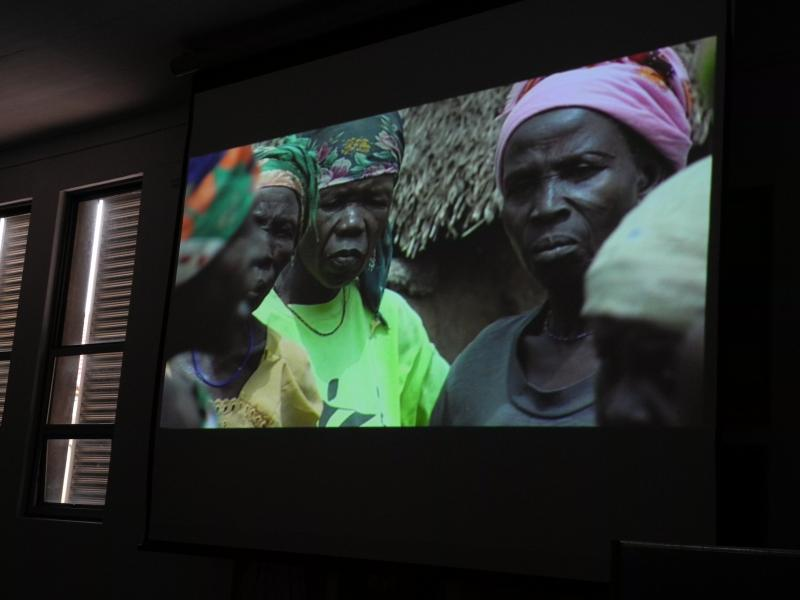
Still aus dem Film The Witches of Gambaga, produziert von Amina Mama, 2010

Ein Hexenlager (engl. witch camp, dt. auch Hexendorf) ist in Ghana eine Zufluchtsstätte für Opfer der modernen Hexenverfolgung.

## Kultureller Hintergrund
Zur traditionellen Religion in Ghana gehört in manchen Gegenden auch der Hexenglaube. Frauen werden dort schon lange aus verschiedenen Gründen der Hexerei beschuldigt. Man nimmt an, dass einige Lager bereits seit über 100 Jahren bestehen.
Viele Frauen sind Witwen. Es wird vermutet, dass Verwandte sie der Hexerei beschuldigten, um sich den Besitz der verstorbenen Männer anzueignen. Viele Frauen sind auch psychisch krank, ein in Ghana wenig verstandenes Problem.
Im Norden Ghanas gibt es zahlreiche Hexenlager, in denen insgesamt etwa 1000 Frauen und Kinder leben: Gambaga, Gushiegu, Gbintiri, Nabule, Gushiegu Ghetto, Gushiegu Town, Kpatinga, Tindang/Gnani, Kukuo, Duabone, Banyasi und Nalerigu. In Gambaga erhalten die Frauen den Schutz des örtlichen Häuptlings und arbeiten dafür auf seinen Feldern. Das Hexenlager in Gambaga wurde durch den Film The Witches of Gambaga, produziert von Amina Mama aus dem Jahr 2010 bekannt.
Aktivisten in Ghana berichten, die Zahl der Ausgestoßenen in den Hexenlagern habe zugenommen und die Lebensmittelversorgung sei unzureichend.
Die offizielle ghanaische Politik zur Schließung der Lager und Rückansiedelung der geflüchteten Frauen (Resettlement) war Nichtregierungsorganisationen zufolge bislang erfolglos.

## Rechtsschutz
Eine „wohlbegründete Furcht vor (Hexen-)Verfolgung“ kann ein Fluchtgrund im Sinne der Genfer Flüchtlingskonvention sein. Durch einen Umzug in andere Landesteile Ghanas könne gesellschaftlichem Druck und Verfolgung wie Genitalverstümmelung oder  Hexenverfolgung jedoch ausgewichen werden, wenngleich dies angesichts weitverzweigter Verwandtschaftsbeziehungen keine völlige Sicherheit biete.
Ghana gilt nach deutschem Asylrecht als sicherer Herkunftsstaat.